# Љубав на силу
Љубав на силу (тур. Aşka sürgün) турска је телевизијска серија, снимана 2005. и 2006.
У Србији је 2014. емитована на телевизији Пинк.

## Синопсис
Желећи да избегну обичаје и дуг који имају према породици Шахвар, чланови породице Азизоглу напуштају родно место на истоку Турске и започињу нови живот у Истанбулу. Иза себе су оставили традиционалне вредности, окренувши се модерном свету. Наследник ове породице, Хазар Азизоглу, одгајан је по свим правилима запада - израстао је у модерног човека, који нема никаквих додирних тачака са родним крајем својих предака. Међутим, његов живот потпуно се мења када сазна да му је брат убијен. Изненада, приче о крвној освети и суровим обичајима нису више само бајке које му је бака причала у детињству. Оне сада постају његова једина истина.
Наиме, за смрт његовог брата одговорна је породица Шахвар и то је тек почетак крвне освете подстакнуте обичајима. Обе породице желе да се томе стане на крај и сагласне су у оцени да више ниједан живот не би требало да буде изгубљен. Међутим, постоји само један начин да се њихов договор конкретизује. Хазар мора да ожени Зилан, кћерку Азама Шахвара. Мада се у почетку противи уговореном браку, покушавајући да убеди своје најближе да не треба поступати према обичајима, ускоро схвата да је ситуација веома озбиљна и да му не преостаје ништа друго него да судбоносно „да“ изговори девојци коју уопште не познаје. Тако обавеза према крвној освети која је укорењена у животима свих чланова двеју породица потпуно нестаје.
Притом, да би учврстили своју везу, главе породица одлучују да започну заједнички посао. Удата за Хазара, Зилан се сели у Истанбул, а њихов брак замена је за крваве обрачуне који би уследили да нису пристали да се венчају. Упркос томе што су се обоје невољно заклели једно другоме на вечну љубав, не могу да се одупру знатижељи, па тако покушавају да сазнају што више једно о другоме. Међутим, оно што у почетку делује као чиста радозналост, лагано прераста у дивну љубавну причу...

## Сезоне
| Сезона | Сезона | Број епизода | Приказивање у Турској                | Приказивање у Србији                      |
| ------ | ------ | ------------ | ------------------------------------ | ----------------------------------------- |
|        | 1      | 15 (1 – 15)  | 7. март 2005 — 20. јун 2005. ()      | 16. јун 2014 — 12. јул 2014. (Пинк)       |
|        | 2      | 38 (16 – 53) | 14. септембар 2005 — 5. јун 2006. () | 13. јул 2014 — 15. септембар 2014. (Пинк) |

## Улоге
| Глумац:              | Улога:              |
| -------------------- | ------------------- |
| Махсун Кирмизигул    | Хазар Азизоглу      |
| Берен Сат            | Зилан Шахвар        |
| Изет Гунај           | Хасан Азизоглу      |
| Бахри Бејат          | Азам Шахвар         |
| Фират Таниш          | Ресул Шахвар        |
| Хусејин Авни Данјал  | Низар Азизоглу      |
| Асли Тандоган        | Дилан Шахвар        |
| Теоман Кумбараџибаши | Џиван Арда Азизоглу |
| Дениз Гокчер         | Берин Азизоглу      |
| Алпер Кул            | Џесур Азизоглу      |
| Марал Унер           | Дестан Азизоглу     |
| Јилдиз Култур        | Султан Шахвар       |
| Мустафа Устундаг     | Џелал Шахвар        |
| Мине Чајироглу       | Севги               |
| Бурџу Чобан          | Мирти Шахвар        |
| Серап Аксој          | Ахузар Азизоглу     |
| Јасемин Озтурк       | Бурџу               |
| Емре Озџан           | Јусуф               |
| Бурак Шентурк        | Мустафа             |
| Елиф Дагдевирен      | Асија               |
| Бесте Берекет        | Бену Азизоглу       |
| Бехзат Ујгур         | Ферхат              |
| Левент Ајкул         | Сурјани Папази      |